# سونیا یوان
سونیا یوان (به انگلیسی: Sonia Iovan) (۲۹ سپتامبر ۱۹۳۵ – ۶ سپتامبر ۲۰۲۴) ژیمناست اهل کشور رومانی بود.